# Jannik Nowak (Footballspieler)
Jannik Nowak (* 19. August 1994 in Uetersen) ist ein deutscher American-Football-Spieler auf der Position des Wide Receivers. Zuvor war er den Großteil seiner Karriere als Quarterback aktiv.

## Werdegang
Nowak begann 2003 in der Jugend der Elmshorn Fighting Pirates mit dem American Football. Aufgrund eines Schlüsselbeinbruchs verpasste er weite Teile der Saison 2010. Im Sommer 2011 begann Nowak ein Auslandsjahr an der Buena High School in Ventura, wo er für die Bulldogs in fünf Spielen als Wide Receiver zum Einsatz kam. Nach Abschluss der Football-Saison war er zudem im Volleyball-Team der Bulldogs aktiv. Beim Länderjugendturnier B im Oktober 2012 führte Nowak die Schleswig-Holstein-Auswahl Storm als Quarterback zum Aufstieg in die höchste Gruppe. In der darauffolgenden Saison gewann er mit den Fighting Pirates die Jugendregionalliga Nord.
Zur Saison 2014 wurde Nowak in den Elmshorner Herrenkader aufgenommen. In seinem zweiten Jahr hatte er eine schwere Handverletzung, die ihn zu einer längeren Pause zwang. Aufgrund seines Studiums in Köln wechselte Nowak zur Saison 2016 zu den Troisdorf Jets, wo er als Stamm-Quarterback fungierte. Im Dezember 2017 zeichneten die Jets Nowak als Team MVP aus. Mit den Jets gewann er 2018 die Regionalliga West und stieg in die GFL 2 auf. Dort brachte er in der Saison 2019 48,1 % seiner Pässe für 1.988 Yards und 13 Touchdowns bei 18 Interceptions an. Zudem erzielte er bei 274 Rushing Yards sechs Touchdowns selbst. Mit den Jets stieg er zum Saisonende ab. 2020 gaben die Elmshorn Fighting Pirates die Rückkehr von Nowak bekannt. Aufgrund der Covid-19-Pandemie musste die GFL-Saison allerdings abgesagt werden.
Im Frühling 2021 wurde Nowak für die Premierensaison der European League of Football (ELF) von den Cologne Centurions verpflichtet. Dort fungierte er als Back-up Quarterback. Insgesamt brachte er drei von elf Passversuchen für 27 Yards Raumgewinn bei einer Interception an. Mit den Centurions schied er im Halbfinale gegen den späteren Meister Frankfurt Galaxy aus.
Im darauffolgenden Jahr schloss er sich den Munich Cowboys aus der German Football League (GFL) an.  Dort kam er als Wide Receiver zum Einsatz. Nowak führte das Team mit 43 Receptions für 495 Yards an und erzielte sechs Touchdowns. Daraufhin wurde er teamintern als der am meisten verbesserte Offensivspieler ausgezeichnet.
Für die Saison 2023 unterschrieb Nowak einen Vertrag beim neu gegründeten ELF-Franchise Munich Ravens. Am 4. Juni erzielte Nowak beim ersten Spiel gegen die Raiders Tirol den ersten Touchdown der Ravens.

### Statistiken
| Jahr                                                   | Team                      | Spiele | Receiving | Receiving | Receiving | Receiving | Receiving | Rushing | Rushing | Rushing | Rushing | Rushing | Passing | Passing | Passing | Passing | Passing |
| Jahr                                                   | Team                      | Spiele | Rec       | Yds       | Avg       | TD        | Lng       | Att     | Yds     | Avg     | TD      | Lng     | Cmp     | Att     | Yds     | Avg     | TD      |
| ------------------------------------------------------ | ------------------------- | ------ | --------- | --------- | --------- | --------- | --------- | ------- | ------- | ------- | ------- | ------- | ------- | ------- | ------- | ------- | ------- |
| German Football League / German Football League 2      |                           |        |           |           |           |           |           |         |         |         |         |         |         |         |         |         |         |
| 2014                                                   | Elmshorn Fighting Pirates | 13     | 29        | 588       | 20,3      | 3         | 70        | 122     | 695     | 5,7     | 6       | 29      | 4       | 7       | 34      | 8,5     | 0       |
| 2015                                                   | Elmshorn Fighting Pirates | 11     | 11        | 135       | 12,3      | 0         | 28        | 111     | 632     | 5,7     | 4       | 42      | 60      | 128     | 902     | 15,0    | 11      |
| 2019                                                   | Troisdorf Jets            | 14     | –         | –         | –         | –         | –         | 104     | 274     | 2,6     | 6       | 35      | 162     | 337     | 1.988   | 12,3    | 13      |
| 2022                                                   | Munich Cowboys            | 11     | 43        | 495       | 11,5      | 6         | 39        | –       | –       | –       | –       | –       | 0       | 1       | 0       | 0       | 0       |
| GFL/GFL2 Gesamt                                        | GFL/GFL2 Gesamt           | 49     | 83        | 1.218     | 14,7      | 9         | 70        | 337     | 1.601   | 4,8     | 16      | 42      | 226     | 473     | 2.924   | 12,9    | 24      |
| European League of Football                            |                           |        |           |           |           |           |           |         |         |         |         |         |         |         |         |         |         |
| 2021                                                   | Cologne Centurions        | 9      | –         | –         | –         | –         | –         | 9       | 57      | 6,3     | 0       | 17      | 3       | 11      | 27      | 9,0     | 0       |
| 2023                                                   | Munich Ravens             | 6      | 14        | 149       | 10,6      | 1         | 38        | 0       | 0       | 0       | 0       | 0       | 0       | 0       | 0       | 0       | 0       |
| ELF Gesamt                                             | ELF Gesamt                | 15     | 14        | 149       | 10,6      | 1         | 38        | 9       | 57      | 6,3     | 0       | 17      | 3       | 11      | 27      | 9,0     | 0       |
| Quellen: stats.gfl.info, stats.europeanleague.football |                           |        |           |           |           |           |           |         |         |         |         |         |         |         |         |         |         |

| Jahr                          | Team            | Spiele | Receiving | Receiving | Receiving | Receiving | Receiving |
| Jahr                          | Team            | Spiele | Rec       | Yds       | Avg       | TD        | Lng       |
| ----------------------------- | --------------- | ------ | --------- | --------- | --------- | --------- | --------- |
| German Football League / GFL2 |                 |        |           |           |           |           |           |
| 2022                          | Munich Cowboys  | 1      | 5         | 77        | 15,4      | 0         | 34        |
| GFL/GFL2 Gesamt               | GFL/GFL2 Gesamt | 1      | 5         | 77        | 15,4      | 0         | 34        |

## Privates
Nowak ist der Sohn der Präsidentin der Elmshorn Fighting Pirates, Sylvia Nowak, und der Bruder der Geschäftsführerin der Fighting Pirates, Anißa. Zudem hat er eine weitere Schwester, die als Cheerleaderin aktiv war. In der zweiten Jahreshälfte 2017 absolvierte Nowak ein Auslandssemester in den USA. Er schloss 2019 an der Deutschen Sporthochschule Köln sein Bachelor-Studium in Sportwissenschaft ab. Anschließend studierte er im Master den Studiengang „Leistung, Training und Coaching“.